# Pseudonymisierungsgateway-Server
Ein Pseudonymisierungsgateway-Server ist im Datenschutzrecht bzw. dem Recht der Informationstechnik ein Gateway-Server, der zwischen die Daten verarbeitende Stelle und eine weitere Daten verarbeitende Stelle, bspw. einen Cloud-SaaS-Dienstleister, zwischengeschaltet wird und ein- und ausgehende Datenströme pseudonymisiert oder den Personenbezug wiederherstellt. Hierdurch gelangt der Auftragsverarbeiter nur in den Besitz von Daten, die ohne Hinzuziehung weiter Informationen (die jedoch exklusiv dem Pseudonymisierungsgateway-Server vorbehalten sind) keiner natürlichen Person zugeordnet werden können; also bspw. nicht zur Anreicherung von sog. Schattendatenbanken nutzbar sind.

## Funktionsweise

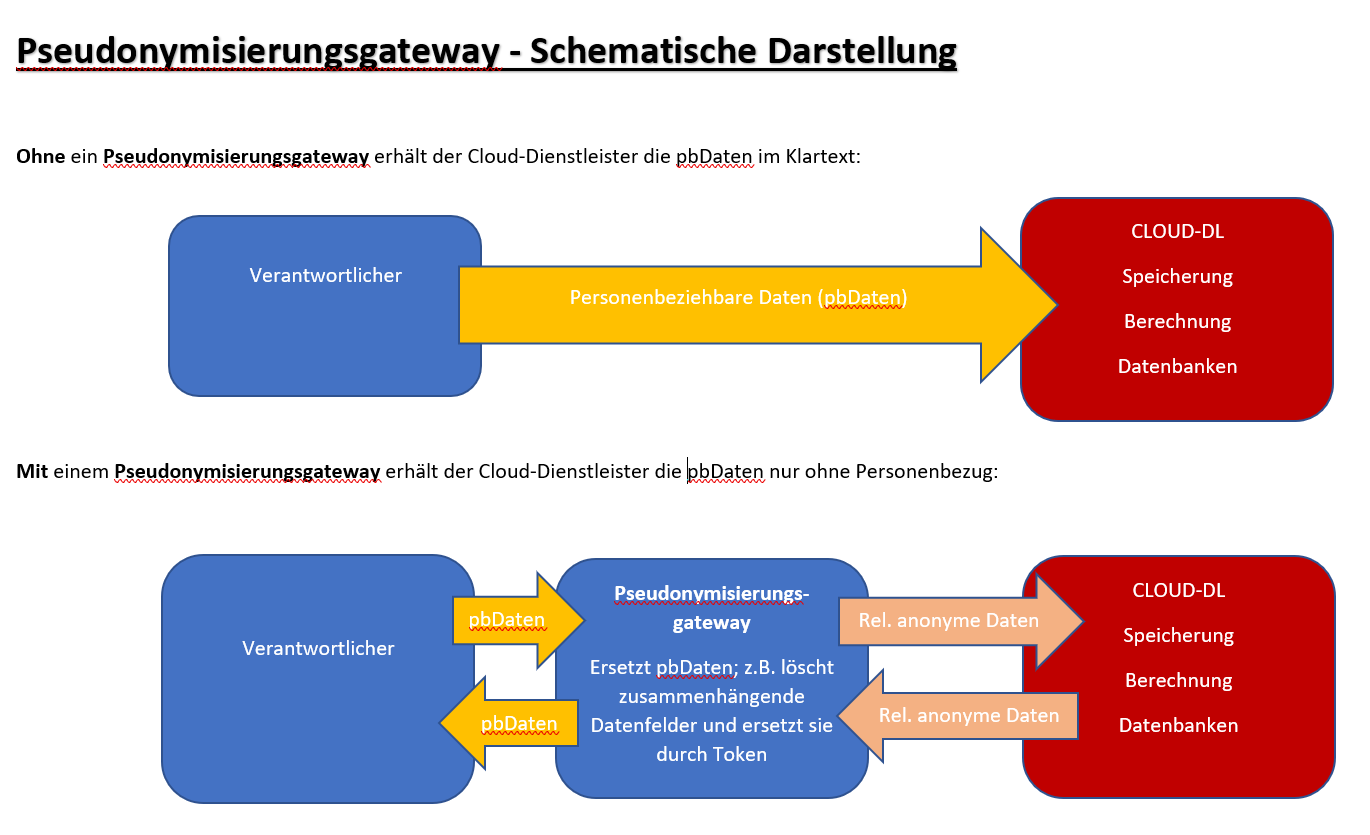

Der Pseudonymisierungsgateway-Server ersetzt personenbezogenen Daten in eingehenden Datenströmen on-the-fly durch Pseudonyme, also Kennziffern oder Token, und speichert die vorgenommenen Ersetzungen, d. h. welche personenbezogenen Daten auf welche Art bzw. wodurch ersetzt wurden, in einer Referenzdatenbank. Der Adressat des Datenstroms erhält zwar personenbezogene Informationen, weiß jedoch selbst nicht, auf welche Person sich die Daten beziehen (sog. Relative Anonymität). Gleichzeitig ersetzt der ~ in umgekehrter Datenflussrichtung alle Token und Pseudonyme on-the-fly wieder durch die personenbezogenen Daten, so dass die personenbezogene Daten verarbeitende Stelle (der sog. datenschutzrechtlich Verantwortliche im Sinne von Art. 4 Nr. 7 DSGVO) auf personenbezogener Ebene mit den Daten arbeiten kann, der Dienstleister jedoch ausschließlich Daten erhält, denen aus seiner Sicht jeglicher Personenbezug fehlt.

## Technisch-organisatorische Maßnahme im Sinne von Art. 32 DSGVO
Der Einsatz eines  ~ stellt im Sinne der Maßgaben des Art. 32 DSGVO eine technische Maßnahme dar, die den Schutz der Betroffenen (Art. 4 Nr. 1 DSGVO) dadurch erhöht, dass die Wiederherstellung des Personenbezugs mittels Pseudonymisierung erschwert wird und der Dienstleister, der die Daten auftragshalber erhält, ohne Kenntnis der Referenzdatenbank nur relativ anonyme Daten, also solche ohne Personenbezug erhält.

## Legalisierung internationaler Datentransfers in Drittländer
In den Fällen, in denen eine Ende-zu-Ende-Verschlüsselung dem Zweck der geplanten Verarbeitung personenbezogener Daten in einem Land außerhalb der Europäischen Union oder des Europäischen Wirtschaftsraumes entgegensteht, vgl. Artt. 44 f. DSGVO, kann der Einsatz eines sog. Pseudonymisierungsgateway-Servers eine gangbare Alternative darstellen, um als technische Maßnahme die EU-Angemessenheit des Datenschutzniveaus zu generieren, wenn mangels Angemessenheitsbeschluss vertragliche Maßnahmen, wie Standarddatenschutzklauseln alleine nicht ausreichen.

## Web
- https://www.trendreport.de/verschluesselung-fuer-die-cloud/
- https://www.dataembassy.com/